# Гексафтороалюминат натрия-лития
Гексафтороалюминат натрия-лития — неорганическое соединение,
комплексная соль лития, натрия, алюминия и плавиковой кислоты с формулой Li3Na3[AlF6]2,
бесцветные кристаллы,
не растворяется в воде.

## Получение
- В природе встречается минерал криолитионит — Li3Na3[AlF6]2 с примесями [1].

## Физические свойства
Гексафтороалюминат натрия-лития образует бесцветные кристаллы
кубической сингонии,
пространственная группа I a3d,
параметры ячейки a = 1,212 нм, Z = 8.
Не растворяется в воде.